# Watanabeopetalia usignata
Watanabeopetalia usignata là loài chuồn chuồn trong họ Chlorogomphidae. Loài này được Chao miêu tả khoa học đầu tiên năm 1999.